# Botanischer Garten St. Gallen

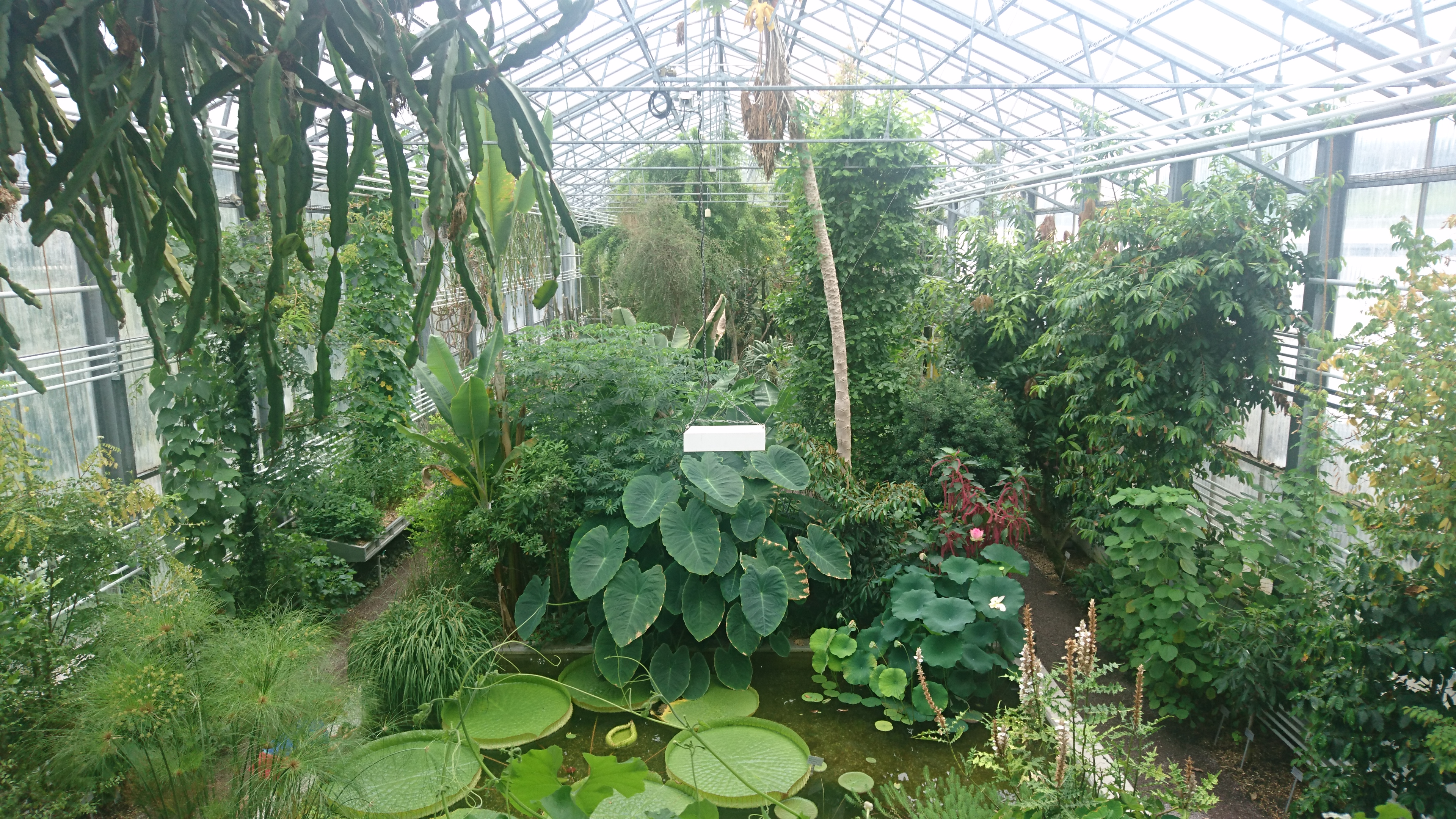
Im Tropenhaus des Botanischen Gartens St. Gallen

Der Botanische Garten St. Gallen befindet sich im St. Galler Stadtteil Neudorf an der Adresse Stephanshornstrasse 4. Im Freigelände und in mehreren Gewächshäusern werden rund 8000 beschriftete Pflanzenarten aus aller Welt gezeigt. Das parkähnlich gestaltete Aussengelände ist tagsüber frei zugänglich.

## Geschichte

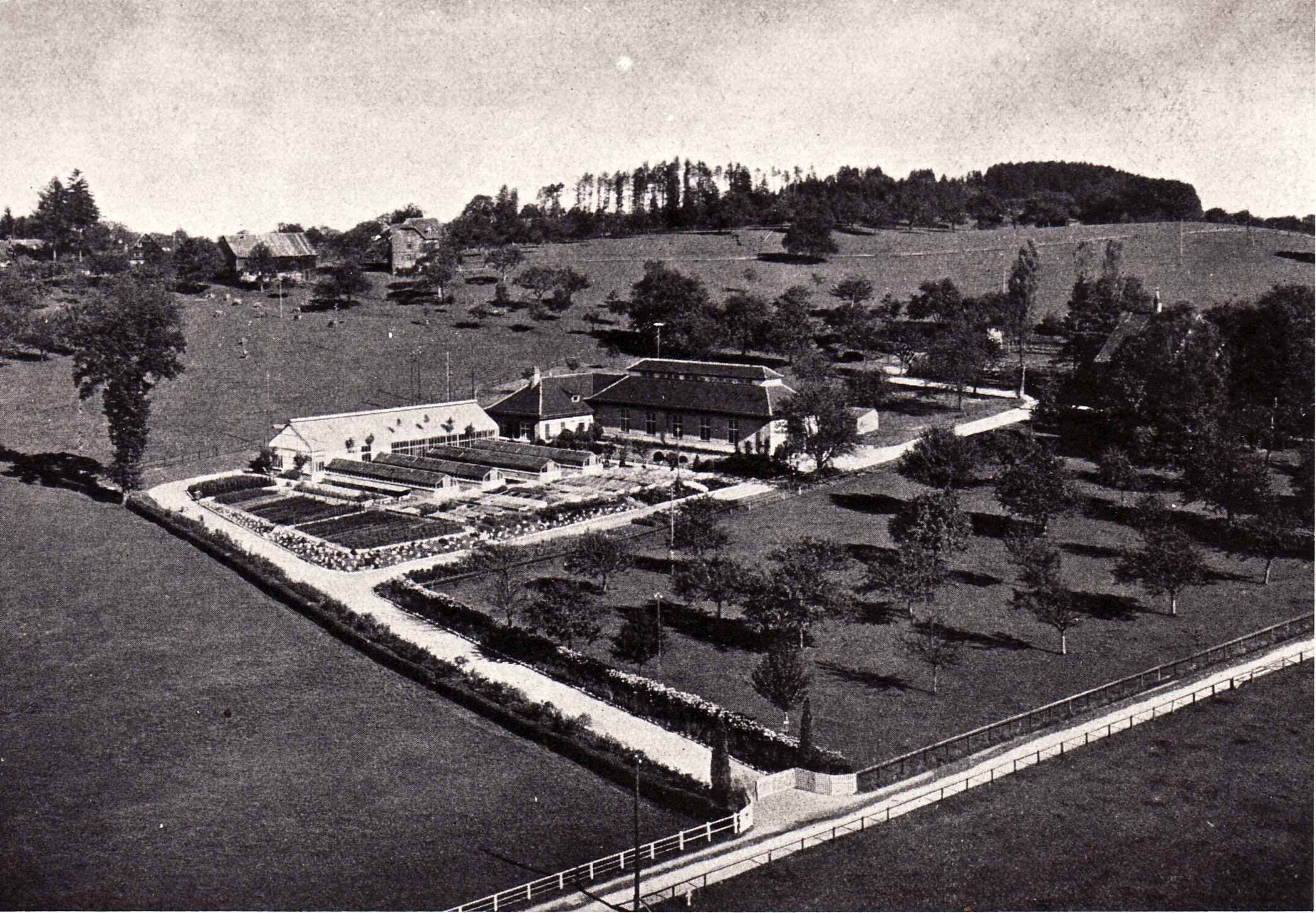
Das Foto aus dem Jahr 1919 zeigt das Gelände des heutigen botanischen Gartens mit der alten Stadtgärtnerei und dem 1914 erbauten, heute als Orangerie genutzten Gebäude

Im Jahr 1878 entstand der erste botanische Garten St. Gallens im Stadtpark auf der Ostseite des im Vorjahr neu eröffneten Naturmuseums. Dessen erster Direktor, der Botaniker und Pflanzensammler Friedrich Bernhard Wartmann, hatte den Wunsch, die im Museum ausgestellten Objekte mit einer lebendigen Pflanzensammlung zu ergänzen. Gemeinsam mit seinem Freund, dem Botaniker und Erziehungsrat Theodor Schlatter (1847–1918), schuf er damals eine 6000 m² grosse Anlage, die auch ein Alpinum umfasste. Im Jahr 1918 wurde der grösste Teil dieses Schaugartens zerstört, weil dort das neue Historische Museum entstehen sollte.
Der zweite botanische Garten St. Gallens wurde an einem Ersatzstandort in der Nähe der heutigen Pädagogischen Hochschule angelegt. Dieser fiel im Jahr 1934 Bauprojekten zum Opfer.
Der erste Spatenstich für den heutigen botanischen Garten fand am 16. Juni 1945 im Bereich Stephanshorn in Neudorf statt, wo sich bereits seit Jahrzehnten die Stadtgärtnerei befand. Anfangs beteiligten sich zahlreiche Schulklassen aus St. Gallen und ihre Biologielehrer an der Gestaltung des neuen Gartens, insbesondere auch der damalige Leiter des Gartenbauamtes, Paul Zülli. Im Laufe der folgenden Jahrzehnte wurde durch die Stadt St. Gallen als Eigentümerin kontinuierlich der Ausbau der Anlage betrieben. Im Jahr 1993 erhielt der botanische Garten ein architektonisch bemerkenswertes Alpinenhaus; ein neues Tropenhaus wurde 1998 gebaut und 2007 mit dem Anbau des Orchideenhauses ergänzt. Das Freigelände wurde im Jahr 2011 grundlegend saniert.

## Beschreibung

### Freigelände
Das Freigelände des Botanischen Gartens St. Gallen umfasst 20 verschiedene Abteilungen, die durch Spazierwege miteinander verbunden sind. Eine Pergola und Sitzbänke laden zum Verweilen ein. In den Sortimentsabteilungen sind Zierkirschen und Ahornbäume, ein Staudengarten, ein Irisgärtchen und Rabatten mit Rosen, Narzissen und Berberitzen, ein Steingarten auf Hochbeeten, ein Farngarten, Kübelpflanzen und ein Wassergarten sowie etwelche Beete mit wechselnden Themen zu sehen. In den Nutzpflanzenabteilungen werden Gift- und Heilpflanzen, Kulturpflanzen und Magerrasen gezeigt.

#### Geografische Abteilungen

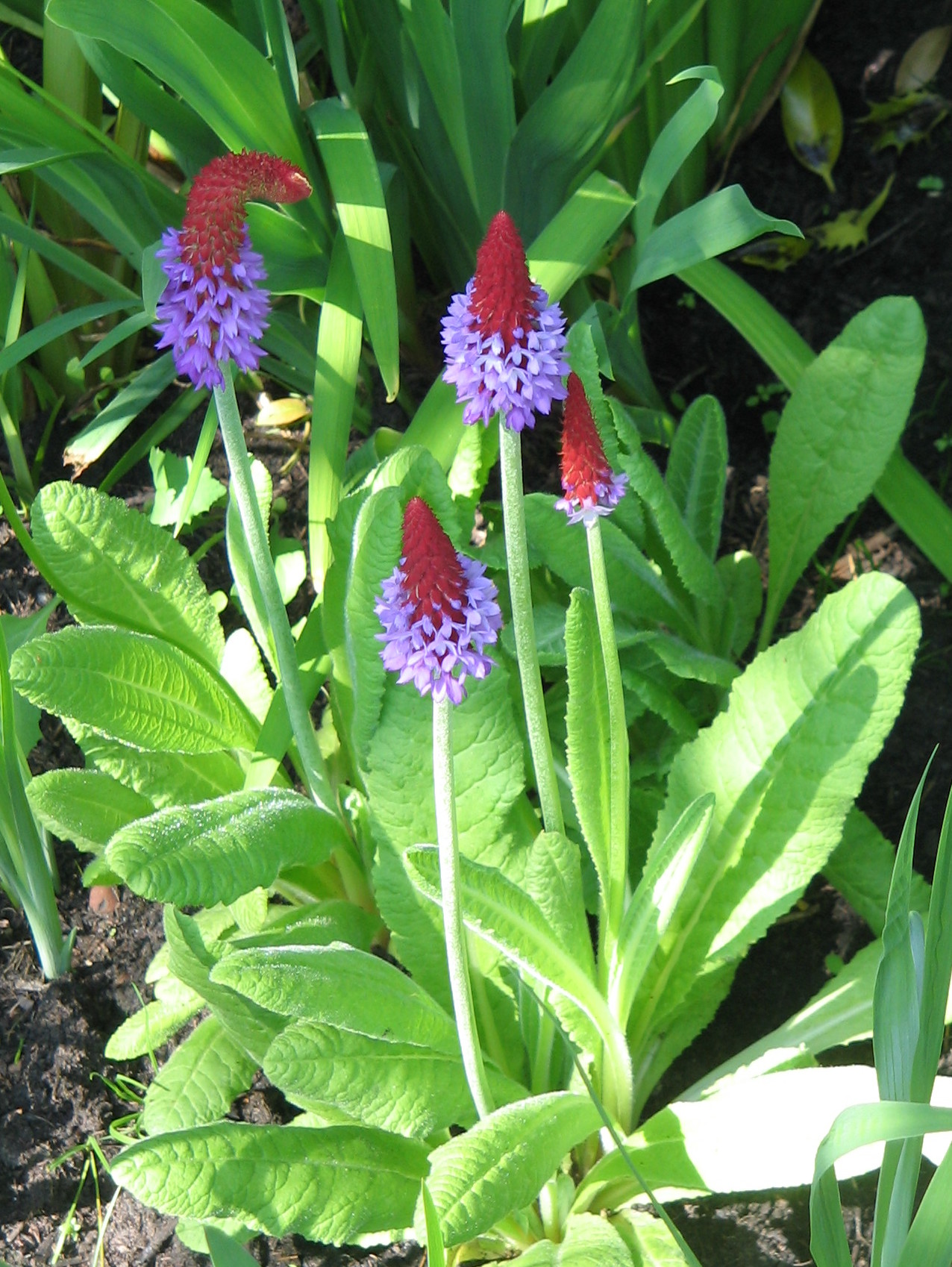
Orchideen-Primel (Primula vialii)

In den vier geografischen Abteilungen Alpinum, Europa, Amerika und Asien werden typische Gewächse der jeweiligen Regionen vorgestellt. Die Abteilung Europa zeigt in terrassenförmig angelegten Beeten die Vielfalt der heimischen Schweizer Pflanzenwelt und die grosse Bandbreite der Flora in den sehr unterschiedlichen europäischen Klimazonen. In der Abteilung Amerika lässt sich im Herbst mit den bunt verfärbten Blättern der dort angepflanzten amerikanischen Bäume und Sträucher ein Indian Summer im Kleinen erleben.
In der geografischen Abteilung Asien wachsen 400 Pflanzenarten aus Steppen-, Wald- und Gebirgsgegenden verschiedener asiatischer Klimazonen. Im Zentrum dieser Abteilung befindet sich ein Japangärtchen mit einem kleinen Weiher und einer Steinlaterne, die einem Vorbild aus dem Kaisergarten nachgebildet wurde. Einer der beliebtesten Aufenthaltsorte im botanischen Garten ist die dort befindliche Pergola, die dicht mit asiatischen Kletterpflanzen berankt ist. Besonders attraktiv ist dieser Bereich zur Blütezeit der Orchideen-Primel (Primula vialii), die ihren natürlichen Standort in den chinesischen Provinzen Yunnan und Sichuan hat und hier zu Hunderten angepflanzt wurde.
Die Abteilung Alpinum liegt grösstenteils in leichter Hanglage und besteht aus zwei unterschiedlichen Bereichen. Für den Teil Alpinum Säntisgebiet wurden mit Kalksteinblöcken Felspartien für Arten der alpinen Stufe gestaltet. Am Ufer eines kleinen Weihers wachsen niederwüchsige Birkenarten und subalpine Hochstauden. Im Alpinum Schweizeralpen dominieren dagegen ältere Nadelbäume wie Arve (Pinus cembra) und Bergföhre (Pinus mugo). Für Alpenpflanzen, die eher neutrale bis saure Bodenverhältnisse benötigen, wurde ein Bereich mit Verrucano-Gestein angelegt.

#### Schulabteilungen
Die drei Schulabteilungen mit den Bereichen Biologie, Genetik und Systematik ergänzen im praktischen Anschauungsunterricht das bei den Besuchern nur theoretisch vorhandene Wissen. Die Abteilung Biologie informiert mit Hilfe typischer lebender Pflanzen über die Themenkreise Blütenbiologie, Verbreitungsbiologie und besondere Ernährungsweisen der Pflanzen.
In der Abteilung Genetik werden die Gesetzmässigkeiten bei der Vererbung pflanzlicher Eigenschaften auf die Nachkommen mit entsprechenden Pflanzen dargestellt. Im Zentrum der Abteilung befindet sich der nach Gregor Mendel benannte Mendel-Garten mit Mutationen verschiedener Gehölze und Stauden.
In der Abteilung Systematik werden etwa 500 verschiedene Bedecktsamige Pflanzenarten aus 100 Pflanzenfamilien gezeigt. Dieser Bereich wurde aufgrund neuer wissenschaftlicher Erkenntnisse bezüglich der Verwandtschaftsbeziehungen zwischen den Pflanzenarten und der daraus resultierenden Umbenennungen in den Jahren 2013/2014 umfassend erneuert und neu beschriftet.

### Gewächshäuser
In einem 1998 neu erbauten grossen Tropenhaus mit zwei Wasserbecken und einer Tribüne werden Pflanzen des tropischen Regenwaldes, Sukkulenten und Nutzpflanzen wie Zimt, Kaffee oder Vanille gezeigt. Eine besondere Attraktion ist das Bassin mit der Victoria-Seerose. Im Jahr 2007 wurde dem Tropenhaus ein Orchideenhaus angegliedert. In einem Alpinenhaus, das 1993 in einer ungewöhnlichen Architektur errichtet wurde, ist die alpine Flora untergebracht. Des Weiteren gibt es das kleine Karnivorenhaus, ein extra Gewächshaus für Fleischfressende Pflanzen, sowie ein Lithopshaus, in welchem Lebende Steine gezeigt werden.

### Orangerie
Die Orangerie ist ein markantes, gut erhaltenes historisches Gebäude mit rotem Ziegeldach, das an diesem Standort im Jahr 1914 gemeinsam mit anderen Gebäuden für die damalige Stadtgärtnerei erbaut wurde. Ihre besonderen architektonischen Merkmale sind die sichtbare Tragkonstruktion aus nach dem Hetzer-Prinzip verleimten Balken und die aufgesetzte Laterne, die für einen besseren Lichteinfall sorgt. Zwischen Oktober und Mai überwintern in der Orangerie bei einer Temperatur von circa 5 °C die Kübelpflanzen. In den Sommermonaten finden hier Ausstellungen zu naturkundlichen Themen und andere Veranstaltungen statt.

## Aktivitäten und Angebote
Am ersten Sonntag eines Monats finden regelmässig öffentliche Führungen durch das Freigelände und die Gewächshäuser statt. Gegen Entgelt können Spezialführungen gebucht werden. Im Laufe des Jahres finden zahlreiche öffentliche Veranstaltungen wie Vorträge, Lesungen, Ausstellungen und Kurse statt. Bei der Organisation und Durchführung ist neben einem Förderverein zusätzlich der Verein Botanischer Zirkel St. Gallen unterstützend tätig. Einmal im Jahr veranstaltet der botanische Garten ein ganztägiges Gartenfest. In jedem Herbst findet eine öffentliche Pflanzentauschbörse statt.
Der Botanische Garten St. Gallen ist selbst Mitglied des Vereins Hortus Botanicus Helveticus und beteiligt sich als solches auch an der Initiative BOTANICA – Die Letzten ihrer Art, einer vierwöchigen Veranstaltungsreihe von 20 botanischen Gärten in der Schweiz, mit der diese auf ihren Beitrag zur Erhaltung der Biodiversität aufmerksam machen wollen.
Während der Pilzsaison fungiert der Botanische Garten St. Gallen von August bis Oktober zu bestimmten Tageszeiten als öffentliche Pilzberatungsstelle und bietet eine unentgeltliche Bestimmung und Kontrolle privat gesammelter Speisepilze an.
Die Tribüne im Tropenhaus kann für private Veranstaltungen mit bis zu 50 Personen angemietet werden.

## Förderverein
Ein Jahr nach dem letzten Wiederaufbau des botanischen Gartens gründete sich 1946 der gemeinnützige Förderverein Freunde des Botanischen Gartens St. Gallen mit dem Ziel, die Institution ideell und materiell zu fördern. Dies geschah unter anderem durch seine Beteiligung an der Finanzierung neuer Gewächshäuser und bei Erneuerungsarbeiten in den Freilandabteilungen. Der Förderverein unterstützt den botanischen Garten bei der Öffentlichkeitsarbeit, finanziert Publikationen und führt eigene Veranstaltungen durch, deren Erlöse dem Garten zugutekommen.

## Publikationen
Der langjährige Leiter der Institution, Hanspeter Schumacher, veröffentlichte im Jahr 2013 einen Führer durch den botanischen Garten mit dem Titel Der Botanische Garten St. Gallen: Ort der Erholung, Bildung und Begegnung. Daneben gibt der botanische Garten monatlich ein Informationsblatt im Format DIN A4 heraus; in diesen Monatsblättern wird jeweils ein bestimmtes Pflanzenthema umfassend abgehandelt. Jeden Monat erscheinen ausserdem die mehrseitigen Mitteilungen mit Neuigkeiten, Programmhinweisen und Berichten über vergangene und geplante Aktivitäten.

## Kunstwerke

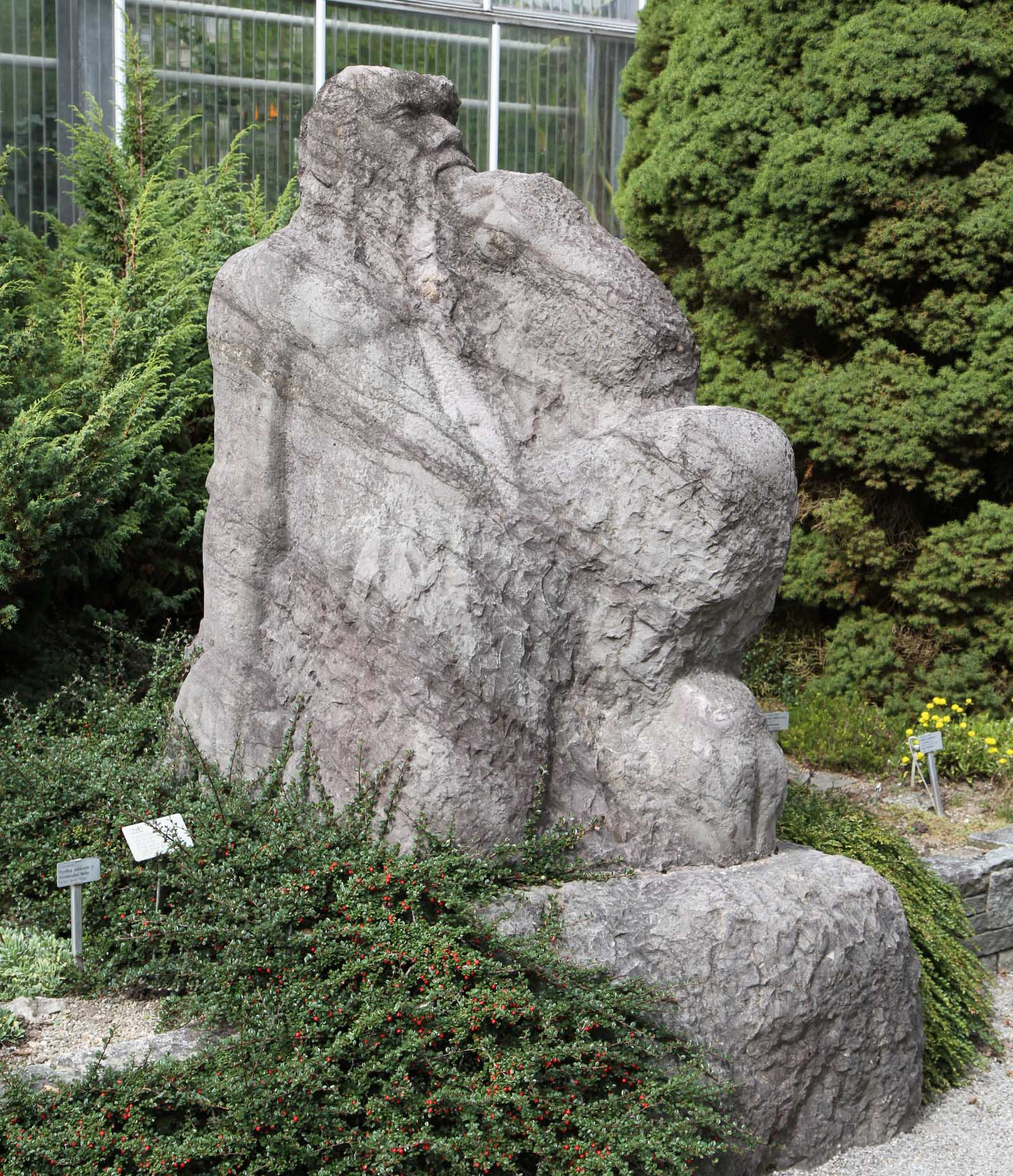
Pan von Wilhelm Meier

An verschiedenen Standorten im Freigelände finden sich Kunstwerke, wie beispielsweise die 1957 entstandene Skulptur Pan des Schweizer Bildhauers Wilhelm Meier, dessen Werke an vielen Stellen der Stadt zu finden sind. Der Eingangsbereich zum botanischen Garten beim Schiebetor an der Stephanshornstrasse wurde mit mehreren grossen künstlerisch bearbeiteten Stellplatten aus Rorschacher Sandstein gestaltet.

## Planetenweg
Der botanische Garten ist auch Ausgangspunkt des 1979 errichteten St. Galler Planetenweges, der von hier über Mörschwil nach Obersteinach führt. Startpunkt dieses 8 km langen thematischen Wanderweges ist das Modell der Sonne neben dem Tropenhaus. Der Wanderweg führt innerhalb des Gartens an den massstabsgerechten Modellen von Merkur und Venus vorbei zu Erde und Mond.